# Werner Faber (Politiker)
Johann Friedrich Carl Hermann Werner Faber (* 16. August 1893 in Ummerstadt; † 9. Oktober 1951 in Hamburg-St. Georg) war ein deutscher Politiker (NSDAP), Jurist und SA-Führer.

## Biografie
Faber war der Sohn eines Obermedizinalrats. Nach der Reifeprüfung am Coburger Gymnasium Casimirianum begann er ab 1913 ein Studium der Rechtswissenschaft in Berlin, spätere Studienorte waren Genf und München. Nach Ausbruch des Ersten Weltkrieges unterbrach er sein Studium und leistete Kriegsdienst im Deutschen Heer. Nach einer französischen Kriegsgefangenschaft wurde er 1920 als Leutnant der Reserve aus der Armee entlassen und führte sein Studium weiter. Im November 1921 legte er die erste juristische Staatsprüfung in Erlangen ab und absolvierte anschließend sein Rechtsreferendariat. Im März 1924 bestand er die Assessorenprüfung in München und betätigte sich danach bis 1925 als Rechtsanwalt in Neustadt bei Coburg und danach bis Oktober 1931 in Coburg.
Der NSDAP trat er zum 1. Februar 1928 bei (Mitgliedsnummer 75.296). Innerhalb der SA stieg er bis zum Oberführer auf. Im Stadtrat von Coburg fungierte er von Juni 1929 bis Mai 1933 als Stellvertreter des Fraktionsführers der NSDAP. Am 16. Oktober 1931 wurde er zum rechtskundigen, hauptamtlichen 2. Bürgermeister gewählt. Am selben Tag war Franz Schwede 1. ehrenamtlicher Bürgermeister in Coburg geworden. Im Juni 1933 wurde er geschäftsführend und am 20. September 1933 offiziell zum Oberbürgermeister von Wittenberg ernannt. Von Anfang September 1934 bis zum Einmarsch der Roten Armee im Frühjahr 1945 war er Oberbürgermeister von Stettin. Er übernahm den Aufsichtsratsvorsitz der Großkraftwerk Stettin AG. Er wurde 1937 Mitglied des pommerschen Provinzialrats und war ab 1938 Gauamtsleiter für Kommunalpolitik in Pommern. Zudem übernahm er den Vorsitz des Deutschen Gemeindetages in Pommern. Faber kandidierte erfolglos auf der "Liste des Führers zur Wahl des Großdeutschen Reichstages am 10. April 1938".
Zum Ende des Zweiten Weltkriegs, im März 1945, veranlasste Faber den Transport der besonderen Teile der Gemäldesammlung des  Städtischen Museums Stettin nach Coburg. Anfang der 1970er Jahre wurden die Stettiner Kunstschätze der Stiftung Pommern übergeben. 30 Jahre später kamen sie in das Pommersche Landesmuseum.
Zum Kriegsende setzte Faber sich nach Dänemark ab, wo er festgenommen wurde.
Im März und April 1933 wurden in Coburg 152 Menschen verhaftet und in „Schutzhaft“ in Anwesenheit von Faber und Schwede schwer misshandelt. Die Ereignisse führten Ende Januar 1951 gegen Schwede und elf weitere ehemalige SS-Mitglieder zu einem Strafverfahren vor dem Coburger Landgericht wegen Freiheitsberaubung, Körperverletzung und Nötigung im Amt. Diese schoben die Schuld auf den nicht anwesenden Faber. Faber befand sich von Juni bis Ende Oktober 1949 in Untersuchungshaft. Am 13. November 1950 war er schwer krank aus dem Landkrankenhaus Coburg entlassen worden. Da er als verhandlungsunfähig eingestuft wurde, war sein Verfahren von der Hauptverhandlung im Januar 1951 abgetrennt worden.:S. 754
Am 26. Februar 1951 wurde Faber letztmals in Hamburg gesehen.